# Lorenzo Fragola
Lorenzo Fragola (Catânia, 26 de abril de 1995) é um cantor italiano. Tornou-se conhecido após vencer a oitava edição da competição X Factor.

## Biografia

### Primeiros anos (1995–2012)
Lorenzo Fragola nasceu em Catânia, no dia 26 de abril de 1995. Seus pais se chamavam Davide e Rossella, e se divorciaram quando ele tinha três anos de idade. Frequentou o Liceu Científico Galileu Galilei, período no qual participou em duas representações teatrais organizadas pela escola como cantor, representadas inclusive no Teatro Stabile di Catania, intituladas Cavalleria rusticana e Shakespeare in Love. Após completar o período escolar, mudou-se para a cidade de Bolonha, onde estudou o curso de Artes, Música e Espetáculo (Discipline delle Arti, della Musica e dello Spettacolo), na Universidade de Bolonha.

### X Factor e Primeiro EP (2013—2014)
Em 2013, ele fez uma audição para participar da sétima temporada do show de talentos italiano X Factor, mas não conseguiu passar pela primeira seleção. Tentou novamente entrar para a competição no ano seguinte, ao se apresentar com a música de Domenico Modugno "Cosa sono le nuvole" e com uma canção própria, chamada "The Reason Why". Como resultado, foi escolhido para participar da oitava temporada do programa. Tendo o cantor Fedez como mentor, Fragola chegou até o final da competição e, em 11 de dezembro de 2014, foi escolhido vencedor, passando seu colega Madh. Seu prêmio foi um contrato de gravação com a Sony Music, com um valor inicial de €300.000.
Durante a semana anterior ao final do X Factor, o single de estréia de Fragola, bem como a nova música tocada pelos semi-finalistas restantes, foi lançado para estações de rádio italianas e como download digital. Intitulada "The Reason Why", a música imediatamente alcançou sucesso comercial, atingindo o topo das paradas italianas durante sua primeira semana. O single também foi certificado com dupla platina pela FIMI, apontando vendas maiores a 60.000 unidades. A música foi posteriormente incluída em seu EP auto-intitulado, lançado pela Sony Music em 12 de dezembro de 2014. Em dezembro do mesmo ano, Fragola apareceu no videoclipe da música "Sayonara", lançado pelo vice-campeão do X Factor, Madh. Pouco depois, Fragola assinou um acordo com a Newtopia, a companhia de gravação co-fundada por seu antigo mentor no X Factor, Fedez. Segundo o acordo, Fragola agora é co-gerenciado pela Newtopia e pela Sony Music.

### 1995 (2015)
Em fevereiro de 2015, Fragola competiu na categoria Campeões do 65º Festival de Música de Sanremo, interpretando a música "Siamo uguali", co-escrita com Fedez e Fausto Cogliati. O single antecipou o lançamento de seu primeiro álbum de estúdio, intitulado 1995 e publicado em 31 de março de 2015.
O álbum, cujo autor é o próprio Fragola, contém faixas interpretadas em língua inglesa e língua italiana. Entre os outros autores das canções estão nomes como Nek, Tom Odell e Rebecca Ferguson. Além de ter escrito a maioria das letras, Lorenzo Fragola supervisionou pessoalmente os acordos com os produtores Fabrizio Ferraguzzo e Fausto Cogliati. Uma semana após o lançamento, o álbum estreou na primeira posição na Classifica FIMI Album. Ele recebeu uma indicação para o Kids' Choice Awards 2015 na categoria "Cantor italiano favorito, e outros dois no MTV Italia Awards 2015 nas categorias Artist Saga e Best New Artist, este último vencido por ele.
No mesmo período, ele colaborou com a banda Two Fingerz para a realização da música Matriosca, presente no álbum La tecnica Bukowski. Em 14 de junho de 2015, por ocasião do MTV Italia Awards 2015, ele apresentou a canção # Fuori c'è il sole, o terceiro single de "1995".
Em 29 de junho de 2015, ele foi protagonista de um evento cinematográfico produzido pela Sony Music, Qmi e Fremantle ao vivo do PalaLottomatica de Roma, e transmitido em mais de 180 cinemas em toda a Itália.
A música La nostra vita è oggi, incluída em seu álbum 1995, foi escolhida para acompanhar os créditos do filme The Good Dinosaur.

### Zero Gravity (2016)
No início de 2016, Fragola foi colocado na sexta posição no concurso da MTV Italia #MTVStarOf2015, tornando-se o artista italiano mais votado pelos usuários. Em 12 de janeiro, o álbum 1995 foi escolhido álbum do ano de 2015 de acordo com os ouvintes da Radio Italia.
Em janeiro, o cantor foi para o Reino Unido, na cidade de Brighton, para gravar o videoclipe do single Infinite volte, que foi apresentado na 66ª edição do Festival de Sanremo, ficando classificado em quinto lugar. Este single, juntamente com os videoclips das músicas D'improvviso, Weird e Zero Gravity, lançado respectivamente nos dias 4, 9 e 11 de março, antecipou o lançamento do segundo álbum de estúdio de Fragola, intitulado Zero Gravity e lançado em 11 de março do mesmo ano.
Em 16 de junho de 2017, foi lançado L'esercito del selfie, single de lançamento dos DJs Takagi & Ketra, que contou também com participação vocal da cantora Arisa junto a Fragola.

## Discografia

### Álbuns de estúdio
| Ano  | Titulo       | Classificação | Certificação |
| Ano  | Titulo       | ITA           | Certificação |
| ---- | ------------ | ------------- | ------------ |
| 2015 | 1995         | 1             | - ITA: Ouro  |
| 2016 | Zero Gravity | 1             | - ITA: Ouro  |

### Extended play
| Ano  | Titulo          | Classificação | Certificação |
| Ano  | Titulo          | ITA           | Certificação |
| ---- | --------------- | ------------- | ------------ |
| 2014 | Lorenzo Fragola | 11            |              |

### Singles
| Ano  | Titulo              | Classificação | Certificação       | Álbum           |
| Ano  | Titulo              | ITA           | Certificação       | Álbum           |
| ---- | ------------------- | ------------- | ------------------ | --------------- |
| 2014 | The Reason Why      | 1             | - ITA: Platina (2) | Lorenzo Fragola |
| 2015 | Siamo uguali        | 8             | - ITA: Platina (2) | 1995            |
| 2015 | The Rest            | —             |                    | 1995            |
| 2015 | # Fuori c'è il sole | 5             | - ITA: Platina (3) | 1995            |
| 2016 | Infinite volte      | 7             | - ITA: Platina     | Zero Gravity    |
| 2016 | La donna cannone    | —             |                    | Zero Gravity    |
| 2016 | Luce che entra      | —             | - ITA: Ouro        | Zero Gravity    |
| 2016 | D'improvviso        | 42            | - ITA: Platina     | Zero Gravity    |
| 2018 | Bengala             | —             |                    | /               |

### Colaborações
- 2015 – Matriosca (Two Fingerz feat. Lorenzo Fragola)
- 2016 – Io ti cercherò (Ron feat. Lorenzo Fragola)
- 2016 – Scusa (Izi feat. Moses Sangare e Lorenzo Fragola)
- 2016 – Rimani qui (Briga feat. Lorenzo Fragola)
- 2017 – L'esercito del selfie (Takagi & Ketra feat. Lorenzo Fragola e Arisa)

### Vídeos musicais
| Ano  | Titulo             | Diretor(es)                      |
| ---- | ------------------ | -------------------------------- |
| 2015 | The Reason Why     | Cosimo Alemà                     |
| 2015 | Siamo uguali       | Mauro Russo                      |
| 2015 | The Rest           | Mauro Russo                      |
| 2015 | #Fuori c'è il sole | Mauro Russo                      |
| 2016 | Infinite volte     | Antonio Usbergo e Niccolò Celaia |
| 2016 | D'improvviso       | Luca Tartaglia                   |
| 2016 | Weird              | Luca Tartaglia                   |
| 2016 | Zero Gravity       | Luca Tartaglia                   |
| 2016 | Luce che entra     | Gaetano Morbioli                 |